# Guápiles
Guápiles est un district du Costa Rica, dans le canton de Pococí de la province de Limón.
Le district compte 38 320 habitants en 2020.